# Anna Šantrůčková
Anna Šantrůčková (Praga, 10 de febrero de 2001) es una deportista checa que compite en remo.
Ganó una medalla de plata en el Campeonato Mundial de Remo en Sala de 2024, en la prueba de 2000 m. Participó en los Juegos Olímpicos de París 2024, ocupando el octavo lugar en la prueba de doble scull.

## Palmarés internacional
| Campeonato Mundial | Campeonato Mundial      | Campeonato Mundial | Campeonato Mundial |
| Año                | Lugar                   | Medalla            | Prueba             |
| ------------------ | ----------------------- | ------------------ | ------------------ |
| 2024               | Praga (República Checa) | Medalla de plata   | 2000 m             |